# Mojoceratops
Mojoceratops ("rohatá tvář milostného talismanu") byl rod býložravého ceratopsidního dinosaura, který žil na konci geologického stupně svrchní křídy kampánu asi před 75 milióny let. Jeho fosilie byly objeveny v kanadské Albertě a Saskatchewanu.

## Popis
Tento rohatý dinosaurus měl lebeční límec ve tvaru srdce, čemuž také vděčí za svůj název. Druh M. perifania byl popsán paleontologem Nicholasem Longrichem v roce 2010. Dosahoval délky kolem 4,5 metru a hmotnosti asi 2000 kilogramů. Podle paleontologa Thomase R. Holtze, Jr. však dosahoval délky až 7 metrů.